# Венгрия во Второй мировой войне
Хортистская Венгрия вступила во Вторую мировую войну на стороне сил «оси» в 1941 году, присоединившись ко вторжению «оси» в Югославию, до этого в 1940 году подписав Тройственный пакт; в 1941 году Венгрия приняла участие в войне с СССР. 1944 год окончил хортистский период: осенью 1944 года Третий Рейх установил на оккупированной территории Венгрии марионеточное государство, которое до своей ликвидации продолжало войну на стороне Третьего Рейха, в то время как на освобожденной СССР территории было создано антифашистское Дебреценское правительство, которое приняло участие в борьбе с Третьим Рейхом и демонтажем хортистской системы. По итогу войны оно стало единственным правительством Венгрии.

## Предыстория
Венгрия встретила XX век и вступила в Первую мировую войну в составе Австро-Венгерской империи на склоне её существования.
На заключительном этапе проигранной Центральными державами Первой Мировой войны, 31 октября 1918 г., Венгрия провозгласила независимость, отказавшись, в частности, от территориальных претензий на Боснию и Герцеговину, а также на Далмацию.
По Трианонскому мирному договору 1920 года Чехословакии, Румынии, Королевству СХС отошло около 70 % территорий, входивших в состав Транслейтании и Цислейтании в 1914 году. За пределами новых границ оказалось около трех миллионов венгров.
В 1920—1940-х годах курс Венгрии в части изменения границ и восстановления утерянных территорий становится краеугольным камнем венгерской внешней политики, вплоть до фактического подтверждения ранее установленных условий Трианонского договора (1920) и признания решений так называемых «венских арбитражей» ничтожными, согласно положениям Парижского договора 1947 года. Вопросы национальной принадлежности населения на спорных землях в Восточной Европе и его политической ориентации также становятся наиважнейшими элементами ревизионистского курса Будапешта. На протяжении всего периода между мировыми войнами венгерскими политическими элитами поддерживались и продвигались две основные концепции развития:
- интегральная — восстановление исторических границ,
- этническая — объединение всех мадьяр в составе Венгрии.

Так называемая «трианонская травма» и неприятие Версальской системы послевоенного урегулирования во многом предопределили сближение Венгрии с осью Рим-Берлин. Венграми был подписан Антикоминтерновский пакт 24 февраля 1939 года, а 11 апреля 1939 года страна вышла из Лиги Наций.
Договор о нейтралитете между Германией и Советским Союзом в 1939—1941 годах создал своеобразный фон, при котором Венгрия, являясь союзницей нацистской Германии, пыталась извлечь выгоды из дипломатического противостояния СССР с Германией, те же стремились использовать Венгрию и другие государства Восточной Европы в своих интересах.
К началу 1941 года, окончательно попав в нацистский лагерь, хортистский режим похоронил надежды на ревизию границ и укрупнение территорий, поскольку Берлин отказывался поднимать вопрос «перекройки» Восточной Европы своими сателлитами до полного и успешного окончания войны.
Ожидаемые итоги внешнеполитического курса Венгрии в межвоенный период были ознаменованы участием в Югославской операции и вступлением в войну против СССР на стороне III Рейха.

## Накануне Второй мировой войны
С 1920 года в Венгрии был установлен авторитарный режим Миклоша Хорти.
Великая депрессия вызвала резкое падение уровня жизни в стране и сместила политические предпочтения её подданных «вправо».
В 1932 году Хорти назначил премьер-министром Дьюлу Гёмбёша, что изменило ход венгерской политики в направлении более тесного сотрудничества с Германией. Гёмбёш выступал за проведение социальных реформ, в том числе создание однопартийного правительства, пересмотр условий Трианонского договора и прекращение членства Венгрии в Лиге Наций.
Несмотря на то, что Гёмбёш и его правительство имело административный ресурс и пользовалось поддержкой значительной части населения, его попытки отстоять все проводимые реформы были расстроены парламентом, состоящим в основном из сторонников Иштвана Бетлена и кредиторов, вынудивших Гёмбёша следовать традиционным принципам урегулирования экономического и финансового кризиса.
Выборы 1935 года обеспечили Гёмбёшу бо́льшую поддержку в парламенте, однако ему не удалось превратить Партию национального единства в массовую общевенгерскую организацию.
В 1935 году была основана венгерская фашистская партия «Скрещённые стрелы» (Nyilaskereszt), которую возглавил Ференц Салаши.
После итальянского вторжения в Эфиопию Венгрия отказалась установить ограничения на торгово-экономические отношения с Италией, установленные в ноябре 1935 года по решению Лиги Наций. В дальнейшем, имело место развитие итало-венгерских связей.
В 1938 году Венгрия аннулировала ограничения на вооружённые силы, наложенные Трианонским договором.
В свою очередь Адольф Гитлер прибегнул к обещанию вернуть утерянные территории. Преемник Гёмбёша Кальман Дараньи, пытаясь использовать международное влияние Германии по вопросу присоединения территорий, инициировал принятие так называемого «Первого Еврейского Закона», устанавливавшего квоту на максимальную долю еврейского населения в трудовой занятости в 20 %. Однако этот закон не удовлетворил ни германских, ни венгерских националистов.
После отставки Дараньи в 1938 году пост премьер-министра занял Бела Имреди. Его попытки улучшить дипломатические отношения с Великобританией вызвали ухудшение отношений с Германией и Италией.
Осведомлённый об аннексии Австрии Германией, он понимал, что не сможет противостоять влиянию Германии и Италии на внешнюю и внутреннюю политику Венгрии. Осенью 1938 года политика королевства стала всецело отвечать германским и итальянским интересам.
Стремясь к укреплению правого политического крыла, Имреди начал борьбу с политическими соперниками, в результате набирающая влияние партия «Скрещённые стрелы» была запрещена. Имреди предложил тоталитарную систему правительства и составил более жёсткий «Второй Еврейский Закон». Однако в феврале 1939 года политические оппозиционеры инициировали его отставку.
24 февраля 1939 года Венгрия присоединилась к «Антикоминтерновскому пакту».
В 1939—1940 годы начинается перестройка экономики Венгрии на военные нужды — правительство приняло пятилетнюю программу развития вооружений, под военный контроль были поставлены 900 промышленных предприятий, были увеличены военные расходы (если в 1937—1938 гг. они составляли 16 %, то к 1941 году — 36 %).
В 1939 году новое правительство графа Пала Телеки приняло «Второй Еврейский Закон», ещё более урезавший квоты еврейского населения в трудовой занятости и коммерческой занятости. К тому же, принятый закон определял еврейство как расу, а не как религию, что меняло статус евреев, принявших ранее христианство.
К июню 1939 года общественное мнение было уже настолько сдвинуто вправо, что партия «Скрещённые стрелы» заняла второе место на выборах.
В 1940 году было заключено соглашение, согласно которому сырьё Венгрии, в том числе стратегическое, обменивалось на немецкое оружие и боеприпасы. Глава германской экономической миссии в Венгрии писал:

«Авторитетные политические круги полностью осознают, что политика Венгрии может осуществляться только в тесном сотрудничестве с Германией и Италией».— (DGFP) Series D vol. IX, p.258. 

### Венский арбитраж
Германия и Италия искали мирные пути к решению территориальных претензий Венгрии к землям, утерянным в 1920 году с подписанием Трианонского договора.
По Первому Венскому арбитражу от 2 ноября 1938 года, Венгрии отходила южная Словакия и Закарпатская Украина: 11 927 км² территории с населением 1 млн человек. По данным переписи 1941 года, на этой территории проживало 869,3 тыс. человек, из которых 86,5 % были венграми. Позже Гитлер предложил передачу всей территории Словакии в обмен на военный союз, однако получил отказ: Хорти предпочёл решать территориальный вопрос по этническому принципу.
В марте 1939 года, после немецкой оккупации Чехословакии, Венгрия оккупировала остальную часть Закарпатской Украины, ликвидировав провозглашённую там республику.
Вскоре Венгрия признала правительство независимой Словакии, возглавляемое Йозефом Тисо. Однако в марте 1939 года разногласия со Словакией по поводу новой совместной восточной границы привели к вооружённому конфликту, известному как Словацко-венгерская война, результатом которой являлось отторжение восточной части Словакии в пользу Венгрии.
В августе 1940 года, после провала венгеро-румынских переговоров о Трансильвании, Румынии был предъявлен германо-итальянский ультиматум с требованием передать Венгрии Северную Трансильванию.
Согласно решению Второго Венского арбитража, который состоялся в сентябре 1940 года, Венгрия получила территории общей площадью 43 492 км² с населением 2578,1 тыс. человек, при этом около 500 тыс. венгров остались на территории Румынии. В результате отношения между Румынией и Венгрией ухудшились, а германо-венгерские связи укрепились.
Кроме того, Второй Венский арбитраж обязывал Румынию к демилитаризации передаваемой области. Несмотря на то, что важный экономический район Медьеш-Кишармеш был оставлен за Румынией, Германия, в случае возникновения беспорядков оставляла за собой право вводить войска в основные нефтяные районы.

Гитлер колебался <…> между двумя возможностями: или идти вместе с Венгрией, или дать Румынии гарантии против Венгрии.
— Гальдер Ф. Военный дневник. Ежедневные записи начальника Генерального штаба Сухопутных войск 1939—1942 гг.
Компромиссное решение, предложенное Гитлером в октябре 1940 года по поводу разделения территории Трансильвании между Румынией и Венгрией, было принято обеими сторонами и послужило началу нормализации по крайне напряженному румыно-венгерскому территориальному разногласию.

## Во время войны
20 ноября 1940 года премьер-министр Венгрии Пал Телеки подписал Тройственный пакт (Берлинский пакт), означавший вступление Венгрии в военный союз с Италией, Японией и Германией.
В ноябре 1940 года начальник генерального штаба сухопутных войск вермахта Франц Гальдер направил начальнику венгерского генерального штаба Хенрику Верту письмо с предложением необходимости согласования планов на случай возможной войны против Югославии и СССР. С конца 1940 года промышленность Венгрии приступила к выполнению немецких военных заказов, в частности, началось производство оружия: 7,92-мм винтовок Gewehr 98/40 и пистолетов FEG 37M.
В декабре 1940 года Телеки подписывает «Договор о вечной дружбе с королевством Югославия». На тот момент Югославия находилась под правлением князя-регента Павла, проводившего курс на сближение страны с Германией и её союзниками.
25 марта 1941 года премьер-министр Югославии Драгиша Цветкович подписал Венский протокол о присоединении королевства к Берлинскому пакту.
Двумя днями спустя в Югославии произошёл государственный переворот, в результате которого король Пётр II был объявлен дееспособным, а пост премьер-министра занял генерал Душан Симович. Югославия начала налаживать отношения с Великобританией и 5 апреля заключила договор о дружбе с СССР.
30 марта 1941 года начальник венгерского генерального штаба Хенрик Верт и немецкий генерал Фридрих Паулюс подписали соглашение о том, что Венгрия берёт на себя обязательства выделить к 14 апреля 1941 года для совместного участия в войне против Югославии 10 пехотных и моторизованных соединений.
3 апреля 1941 года премьер-министр Венгрии Пал Телеки совершил самоубийство, «выразив в предсмертной записке своё возмущение нарушением данных Югославии обязательств». Его пост занял правый радикал Ласло Бардоши.

### Вторжение в Югославию
Спустя несколько дней после гибели Телеки немецкие ВВС подвергли Белград массированной бомбардировке с воздуха. Немецкие войска вскоре после вторжения легко подавили сопротивление вооружённых сил Югославии.
Со стороны Венгрии в Югославской операции принимала участие 3-я Венгерская армия, оккупировавшая Воеводину. Позднее Венгрия аннексировала Баранью, Бачку, Медимурье и Прекмурье.
В беседе с венгерским посланником в СССР Ж. Криштоффи 12 апреля 1941 года первый заместитель наркома иностранных дел СССР А. Я. Вышинский заявил:

…Советское правительство не может одобрить подобный шаг Венгрии. На Советское правительство производит особенно плохое впечатление то обстоятельство, что Венгрия начала войну против Югославии всего через четыре месяца после того, как она заключила с ней пакт о вечной дружбе. Нетрудно понять, в каком положении оказалась бы Венгрия, если бы она сама попала в беду и её стали бы рвать на части, так как известно, что в Венгрии также имеются национальные меньшинства.

Венгерские оккупационные войска были размещены в Югославии. В январе 1942 года 1246 югославских граждан были убиты венгерскими войсками в городе Нови-Сад во время антипартизанского рейда.

### Война на Восточном фронте
К 22 июня 1941 года (начало Великой Отечественной войны) вооружённые силы Венгрии насчитывали три полевые армии и отдельный корпус, 27 пехотных, 2 моторизованные, 2 егерские, 2 кавалерийские и 1 горнострелковую бригаду. На вооружении имелся лишь 81 устаревший лёгкий танк 38.M Toldi I. В составе военно-воздушных сил (5 авиаполков, 1 дивизион дальней авиационной разведки) имелось 269 боевых самолётов.
Венгрия не сразу вступила в войну против СССР, некоторые исследователи утверждают, что руководство Третьего Рейха не требовало от Венгрии участия в военных действиях. В то же время, ряд представителей венгерских правящих кругов убеждали Хорти в необходимости вступления Венгрии в войну с СССР, дабы не допустить разрешения Гитлером территориального спора по Трансильвании в пользу Румынии.
По одной из продвигаемой после 1945 года западными историографами версии: 26 июня 1941 года советская авиация подвергла ошибочной бомбардировке занятый венграми словацкий город Кошице, во время которой было сброшено 27,1 т бомб: погибло 30 человек, 285 было ранено. В реальности же целью бомбардировки был, якобы, небольшой словацкий городок Прешов в Северо-Восточной Словакии (Словакия объявила войну СССР 23 июня 1941 года).
По другим версиям:
- Кошице атаковали немецкие самолёты с целью спровоцировать Венгрию на войну против СССР;
- город был подвергнут бомбардировке румынской авиацией, причём с негласного одобрения из Берлина. Интерес вступления в войну Венгрии для Румынии объясняется желанием ослабить потенциального противника в ходе предстоящей войны на востоке;
- Кошице атаковали советские самолёты, так как советское командование не сомневалось в готовности Венгрии вступить в войну на стороне Германии;
- налет советской авиации проводился в соответствии с довоенными планами Генерального штаба Красной армии, которые не были вовремя отменены из-за хаоса, царившего в руководстве СССР в первые дни войны.

В советской историографии принято считать, что этот налёт был немецкой или румынской провокацией.
Несмотря на то, что никаких доказательств того, что бомбардировка была произведена советскими ВВС представлено не было, бомбардировка была использована как формальный повод для вступления в войну с СССР. Таким образом, Венгрия объявила войну СССР 27 июня 1941 года.
1 июля 1941 года, по согласованию с германским Генеральным штабом, в боевые действия вступила венгерская Карпатская группа войск (2 механизированные бригады, 1 кавалерийская бригада без конского состава — использовалась в качестве пехоты, 2 отдельных велосипедных батальона, артиллерийский и зенитный дивизионы). Всего в её составе было 25000 человек, 160 устаревших танков. Командовал группой генерал-майор Бела Миклош. В июле эта группа совместно с немецкими войсками атаковала советскую 12-ю армию. В дальнейшем Карпатская группа действует в составе 17-й немецкой армии. Позднее эта группа была переименована в «Мобильный корпус» (иногда переводится как «Подвижный корпус»).
В июле 1941 года в венгерском правительстве обсуждался вопрос «о передаче ответственности за 18 тыс. евреев», проживавших в Карпатской Рутении, в юрисдикции Германии, которые, не будучи подданными Венгрии, были депортированы в район Каменец-Подольского.
Впоследствии 16 тыс. из них были убиты частями местной Айнзатцгруппы.
В августе 1941 Бардоши принял «Третий Еврейский Закон», который налагал запрет на бракосочетания и половые контакты между евреями и этническими венграми.
2 августа 1941 танковая группа Клейста соединилась с 17-й армией, замкнув окружение советских частей в районе Умани. На следующий день окружение было усилено вторым кольцом, образованным 16-й танковой дивизией и венгерским Мобильным корпусом.
В сражениях за Умань механизированные бригады Мобильного корпуса участвовали в окружении 6-й и 12-й армий СССР. В результате этих операций было уничтожено около 20 советских дивизий.
25 ноября 1941 года Венгрия подписала протокол об участии в Антикоминтерновском пакте.
6 декабря 1941 года Великобритания объявила войну Венгрии.
В конце ноября 1941 года «Мобильный корпус» был выведен в Венгрию. С июля по ноябрь 1941 года его потери составили 2700 убитых, 1500 пропавших без вести, 7500 раненых, он лишился практически всей бронетехники, а поддерживавшая корпус венгерская авиагруппа потеряла 56 самолётов.
Обеспокоенный возросшей зависимостью Венгрии от Германии, адмирал Хорти вынудил Бардоши подать в отставку. 6 марта 1942 года премьер-министром стал Миклош Каллаи, старый приверженец идей правительства Бетлена. Он продолжил политику Бардоши касательно снабжения Германии, но также начал тайные переговоры с западными союзниками, которые проходили без участия СССР. В результате венгры обязались воздерживаться от обстрелов англо-американской авиации, пролетающей над их территорией. В перспективе, Каллаи обещал, что в случае открытия второго фронта на Балканах, Венгрия перейдет на сторону антигитлеровской коалиции.
В это же время, несмотря на потери, под нажимом Гитлера Хорти был вынужден увеличить свои войска на фронте против СССР. С апреля 1942 года на Восточный фронт начал прибывать 2-я венгерская армия численностью до 200 тысяч человек (3-й, 4-й и 7-й армейские корпуса по 3 лёгких пехотных дивизии двухполкового состава, механизированная дивизия). Армией командовал генерал Густав Яни. Армия участвовала в Воронежско-Ворошиловградской операции в июне-июле 1942 года в составе немецкой группы армий «Б», а затем занимала оборону по рубежам рек Воронеж и Дон, прикрывая левый фланг группы армий и с разной степенью успеха ведя борьбу с советскими войсками Воронежского фронта, время от времени предпринимавшими частные операции с целью создать плацдармы на этих рубежах.
В ходе Воронежско-Харьковской стратегической наступательной операции полоса обороны 2-й венгерской армии была выбрана направлением главного удара советских войск. Армия не смогла удержать свои позиции, была отброшена и понесла катастрофические потери. Прорыв советских войск через реку Дон проходил непосредственно в зоне ответственности венгерских частей. В ходе Острогожско-Россошанской операции 2-я венгерская армия потеряла около 91 000 человек (около 35 тысяч убитыми, до 26 тысяч попавшими в плен и 35 тысяч ранеными), а в дальнейшем февральском наступлении советских войск армия практически перестала существовать как военная сила: к концу февраля 1943 года её потери превысили 148 000 человек, армия лишилась всей бронетехники и артиллерии. В её составе осталось около 64 тыс. человек, все вооружение было брошено на поле боя.
К маю 1943 года остатки 2-й венгерской армии были выведены в Венгрию. Но полного отстранения венгров от боевых действий Гитлер не желал и добился от Хорти оставления в СССР «Венгерских оккупационных сил» (7-й и 8-й армейские корпуса в составе от 6 до 9 легких пехотных дивизий). Эти силы были рассредоточены по обширным территориям Украины, части Белоруссии и некоторых областей РСФСР, приняли под охрану тыловые коммуникации.
События 1943 г. (катастрофа под Сталинградом в январе — феврале 1943 г., Выход из войны Италии 08.09.1943 г.) дали основания Германии подозревать Будапешт в поисках сепаратного мира. Венгрия пыталась поддерживать контакты с эмигрантскими правительствами Польши и Чехословакии; венгерское правительство хотело получить гарантии сохранения венгерских территориальных приобретений, осуществлённых в 1938—1941 гг. Одновременно венгерские дипломаты проводили зондаж в лагере немецких союзников и предлагали выступить против Германии в момент её падения. Гитлер осознавал возможность заключения Венгрией сепаратных соглашений и 12 марта 1944 года отдал приказ оккупировать Венгрию; Хорти был заключён в замок, что по сути означало домашний арест.
Дёме Стояи, видный сторонник Гитлера, стал новым премьер-министром, однако его действиями во многом руководил немецкий посланник Эдмунд Веезенмайер.
В Станиславской области (современная Ивано-Франковская область) венгерские войска, защищавшие польское население от террора со стороны украинских националистов, с мая 1944 вели активные боевые действия против отрядов Украинской повстанческой армии. Немецкое командование долгое время выступало против проведения венгерскими частями ответных карательно-пацификационных мероприятий, но все-таки дало своё согласие на эти акции. Вследствие этого во второй половине мая 1944 состоялась массовая репрессивная акция, проведённая на территории ряда районов венгерскими частями. Между немецко-венгерскими подразделениями и УПА происходили ожесточённые столкновения, которые порой продолжались несколько дней, но вскоре закончились из-за того, что советско-германский фронт приближался, и обе стороны решили остановить ненужное кровопролитие. В тот момент, когда между венграми и УПА вновь достигалось понимание, повстанцы не только прикрывали отступление венгров, но и выводили их из окружения за умеренную плату — оружием.

### Геноцид на оккупированных советских территориях
В 1941−1944 гг. венгерские армии осуществили на оккупированных советских территориях геноцид, подвергали пыткам военнопленных и гражданское население, выполняли карательные функции на территории Украины и Белоруссии, Брянской, Курской и Воронежской областей России, принимали участие в уничтожении советских евреев. Информация об этом в политических целях почти не освещалась в годы существования СССР, и до сих пор многие венгерские историки обходят эту тему молчанием.
В ходе установления «нового порядка» на украинских, российских и белорусских территориях венгерские оккупационные войска, подчиненные вооруженным силам нацистской Германии, создали режим убийств и насилия, суть которого изложена в известном приказе № 10 венгерского Генерального штаба, подписанная генерал-полковником Сомбатхейи, в которой высказывалось требование: самыми жестокими методами осуществлять оккупационную службу, не останавливаясь перед сожжением населенных пунктов, убийством мирных граждан, заподозренных в связях с партизанами, и конфискаций у населения продовольствия, и скота. (A folyó háború tapasztalatainak ismertetése. A partizánharcok. A 10-es számú parancs. Budapest: Attila-nyomda Részvénytársaság, 1942. Русский перевод текста приказа сохранился в фонде 4-го Управления НКГБ СССР (зафронтовая работа): ЦА ФСБ России. Ф. 3. Оп. 9. Д. 703. Л. 1-42. Опубликовано в кн.: Великая Отечественная война. 1942 год: Исследования, документы, комментарии / Отв. pед. В. С. Христофоров. М.: Издательство Главного архивного управления города Москвы, 2012. 576—615). Сам язык документа, отражавшего точку зрения венгерского Генштаба, коренился в нацистской расовой теории, отражал гитлеровский топос, объявлявший русских и евреев людьми низшей расы. Из документов выясняется, что венгерские части приняли участие и в ликвидации советских евреев, причем прежде всего играли активную роль в розыске, задержании и ликвидации евреев, спасавшихся от уничтожения, а также в передаче евреев немцам. В приложении № 16 к печально известному приказу № 10 значилось: «Евреи не могут оставаться в зоне деятельности 2-й армии. После прибытия (вступления) в какое-либо село или город их необходимо немедленно собирать и передавать в ближайшие немецкие жандармские комендатуры. […] Полное уничтожение евреев является нашим первостепенным интересом»https://histrf.ru/uploads/media/default/0001/24/ff68eb539d4e8293f2ab2d8416d15012555d302e.pdf.
При оккупации Воронежской области венгерская армия проявляла исключительную жестокость к местному населению. Согласно «Акту комиссии о злодеяниях немецко-фашистских войск и их венгерских сообщников в г. Коротояк Воронежской области в период оккупации» от 18 января 1943 г. за время оккупации г. Коротояка венгерские солдаты и офицеры избивали и насиловали женщин и малолетних девушек, занимались грабежами и мародерством местного населения. (Государственный архив Воронежской области, Ф. Р-1784. Оп. 1. Д. 192. Л. 54-54об.). В одном только Коротоякском районе с июля 1942-го по январь 1943 года, по данным центральных архивов, мадьяры расстреляли 1009 жителей (в том числе 287 детей), подвергли пыткам и истязаниям более 15 тысяч человек (3007 детей), угнали в Германию более 25 тысяч (в том числе 10752 ребёнка).
В Острогожске и его окрестностях, а также Хохольском районе венгерские войска принимали непосредственное участие в создании и охране концлагерей, осуществляли массовые расправы над узниками. Согласно «Акту комиссии о злодеяниях немецко-фашистских войск в г. Острогожске Воронежской области в период оккупации» от 23 января 1943 г. и показаниям узника концлагеря на Новой Мельнице, в данном концлагере произошла жестокая расправа с военнопленными. В печку барака, где размещалось около 600 человек, пока люди были на работах, заложили взрывчатку. Вечером, когда вернувшиеся люди затопили печь, последовал взрыв, начался пожар, пленные кинулись к дверям, но путь им преградили венгерские охранники, начавшие стрелять в толпу. Общее число погибших в бараке — 447 человек.
В Хохольском районе 3 июля 1942 г. в селе Семидесятном были созданы три концлагеря, «немецко-мадьярскими войсками согнаны были военнопленные красноармейцы и гражданское население до 7000 человек, из них большинство мирного населения, женщин, стариков и детей», при этом заключенных морили голодом, а при попытке жителей села Семидесятное передать им пищу, «немецко-мадьярские часовые не допускали и избивали». Кроме того, по показаниям очевидцев, в окрестностях Семичастного венгерские войска принимали участи в расстреле сотен красноармейцев и мирных граждан, эвакуированных из Воронежа. «Установлено, что виновниками зверских издевательств и расстрелов красноармейцев и мирных жителей были немецко-мадьярские офицеры и солдаты, в частности, комендант мадьяр Сикуни».
В 1943 г. при отступлении из Чернянского района Курской области «мадьярские воинские части угоняли с собой содержащихся в концлагере 200 человек военнопленных бойцов Красной Армии и 160 человек советских патриотов. В пути следования фашистские варвары всех этих 360 человек закрыли в здании школы, облили бензином и зажгли. Пытавшихся бежать расстреливали».
В городе Кобрин Брестской области было убито 7000 человек; несколько тысяч человек было вывезено на работы в Германию. Особенно часто в этих документах упоминается о зверствах солдат 105-й и 201-й венгерских пехотных дивизий. Многие документы, показания переживших эти события свидетелей с поразительной силой повествуют о множестве убийств, массовых ночных казнях, а также пытках мирных жителей и военнопленных, совершенных в Черниговской, Воронежской, Брянской, Брестской, Курской областях, на берегах и в окрестностях реки Оскол, а в 1944 г. снова на белорусских и закарпатских территориях
Согласно сообщению ЧГК от 28 марта 1945 г., посланному 23 июня 1945 г. Европейским отделом Народного комиссариата иностранных дел СССР маршалу К. Е. Ворошилову, председателю Союзной контрольной комиссии в Венгрии, лишь в 12 районах Черниговской области венгерскими войсками было убито 38 611 мирных советских граждан: «1. Гремячский, 2. Городнянский, 3. Корюковский, 4. Менский, 5. Новгород-северский, 6. Понорницкий, 7. Сосницский, 8. Семеновский, 9. Михайло- Коцюбинский, 10. Холменский, 11. Щорский и 12. Черниговский районы были ареной, где расправу над населением чинили исключительно венгры. На этих территориях было убито и замучено 38 611 советских граждан и 12 159 человек угнано в рабство». Центром массовых расправ был город Щорс, где в тюрьмах, парках и лесах в сопровождении страшных пыток было казнено много тысяч человек, брошенных в огромные ямы, выкопанные самими обреченными на смерть людьми. Массовые расстрелы производились в Щорском Городском парке, где и обнаружено 30 ям-могил.
Венгерских военных преступников в СССР судили в ноябре 1947 года на Черниговском открытом судебном процессе. Тогда перед судом представили дело 16 иностранных граждан (13 венгров и 3 немцев), обвиненных в совершении военных преступлений, перечисленных в 1-й статье указа Президиума Верховного Совета от 19 апреля 1943 г. За совершение преступлений на оккупированных территориях венгерские генералы, генерал-лейтенант Золтан Алдя-Пап, генерал-майор Ласло Сабо, генерал-майор Иштван Бауман, генерал-майор Дердь Вуковари и генерал-майор Геза Эрлих, полковники Шандор Захар, Ференц Амон, Бела Шафрань, Миклош Мичкеи и Тивадар Секей, майоры Ласло Шипрак и Дезе Бердефи, гонвед Йожеф Борош, а также подполковники Бруно Баиер и Стефан фон Тюльф и командир военного округа Генрих Дросте были приговорены к 25 годам заключения в исправительно-трудовых лагерях.
Ответственность венгерского военного руководства, генералов, офицеров и солдат была выяснена в ходе процесса над Алдя-Пап. После 1945 г. венгерское правосудие (и, конечно, политическое руководство) быстро осознало тяжесть и масштабы военных преступлений. Правда, до последнего времени венгерские историки не проявляли никакого интереса к многочисленным судебным процессам, состоявшимся в Венгрии в 1945−1956 гг. в связи с военными преступлениями, совершенными на советских территориях, и обширными материалами этих процессов. Эти материалы, хранящиеся в Историческом архиве служб безопасности, до сих пор ждут своих исследователей.

### Движение Сопротивления
В 1940 году начал работу подпольный ЦК Коммунистической партии Венгрии, который возглавил Золтан Шёнхерц. Венгерские коммунисты наладили сотрудничество с левым крылом «Мартовского фронта» (руководители которого впоследствии стали организаторами Национально-крестьянской партии). В марте 1940 года в Венгрии состоялся съезд сельскохозяйственных рабочих, на котором было принято решение о союзе и сотрудничестве между представителями рабочих организаций. В это же время коммунисты выпустили листовку с призывом к борьбе против вовлечения Венгрии в войну и участвовали в нескольких стачках и демонстрациях.
В мае 1944 года был создан Венгерский фронт, в состав которого вошли Коммунистическая партия Венгрии, Социал-демократическая партия, Партия мелких сельских хозяев и Партия «двойного креста» (а в ноябре 1944 года — и Национально-крестьянская партия).
В конце ноября 1944 года был разгромлен Повстанческий национально-освободительный комитет, который занимался вопросами подготовки вооружённого выступления. В состав комитета вошли представители венгерской коммунистической партии, партии мелких крестьянских хозяев, социал-демократической партии, национально-крестьянской партии и Общества друзей СССР. Руководитель комитета Э. Байчи-Жилински, а также участвовавшие в его работе генерал Э. Кишш и группа офицеров венгерской армии были схвачены. Они были казнены в декабре 1944 года.
Массового вооруженного сопротивления режиму Хорти и последующей германской оккупации в Венгрии не было. Известно о существовании 10 партизанских отрядов, часть которых была заброшена в Венгрию из СССР.

### Бомбардировки венгерской территории
Летом 1942 года на Будапешт дважды были совершены авианалёты силами советской Авиации дальнего действия. Особого материального ущерба она не причинили и более имели пропагандистский характер, что подтверждается большим количеством листовок (около миллиона), сброшенных на город.
С августа 1943 года над Венгрией стали пролетать тяжёлые бомбардировщики США, имевшие цели в Австрии и южной Германии. Однако тогда же на конференции в Квебеке союзники приняли решение о начале воздушных атак целей в Юго-Восточной и в Центральной Европе, и среди этих целей были Будапешт, Чепель и Дьёр. В декабре 1943 года над Венгрией стали появляться самолёты-разведчики США. 17 марта 1944 года произошёл первый воздушный бой между венгерскими и американскими истребителями, в котором венгры потеряли два самолёта. 3 апреля 1944 года состоялся первый дневной авианалёт 15-й воздушной армии США (180 бомбардировщиков и 170 истребителей) на Дунайский авиационный завод в пригороде Будапешта. Под бомбёжку попала значительная часть жилых кварталов, среди гражданского населения погибли 1036 человек. При его отражении сбито 6 самолётов США ценой потери 2-х венгерских (американцы заявили о 27 победах в этом бою, венгры — об 11 победах). А с ночи того же дня Венгрию стали бомбить и британские ночные бомбардировщики. Всего по март 1945 года союзники выполнили 28 массированных налётов на Венгрию силами от 200 до 530 самолётов в каждом.

### Венгерский театр военных действий
19 марта 1944 года Германия начала операцию «Маргарете». Вермахт оккупировал Венгрию, после чего в мае 1944 г. началась отправка венгерских евреев в лагерь смерти Освенцим. Вопросом депортации евреев занимался Адольф Эйхман. В период с 15 мая по 9 июля было депортировано 437 402 еврея, из которых, за исключением 15 тыс. человек, примерно 422 тыс. были отправлены в Освенцим.
В августе 1944 года Хорти назначил на пост премьер-министра антифашистски настроенного генерала Гезу Лакатоша. Лакатош приказал венгерской полиции предотвратить все попытки депортации венгерских граждан.
В сентябре 1944 года советские войска пересекли венгерскую границу. 15 октября Хорти заявил о заключении перемирия с Советским Союзом, однако венгерские войска не прекратили ведение боевых действий. Германия провела операцию «Панцерфауст», в ходе которой отрядом СС был похищен и взят в заложники сын Миклоша Хорти. Это вынудило его аннулировать перемирие, низложить правительство Лакатоша и передать власть Ференцу Салаши. Было создано так называемое Правительство национального единства во главе с Салаши.
В сотрудничестве с нацистами Салаши возобновил депортации евреев, теперь из Будапешта. Тысячи евреев были убиты активистами партии «Скрещённые стрелы». Из приблизительно 800 тыс. евреев, живших на территории Венгрии к 1941 году, лишь около 200 тыс. пережило Холокост. Тысячи цыган также были депортированы в Освенцим: от 28 до 33 тысяч человек из общей численности венгерских цыган, оцениваемой в 70-100 тысяч.
Корреспондент «The New York Times» Анна Маккормик писала в защиту Венгрии как последнего прибежища евреев в Европе:
…до тех пор, пока венгры могли чувствовать себя хозяевами в своих же домах, они пытались укрыть евреев…
Армейская группа «Фреттер-Пико» (нем. Fretter-Pico, сформированная из 6-й немецкой армии и бывшей 2-й венгерской армии) в ходе Дебреценской операции ненадолго окружила 3 советских танковых корпуса, которым удалось вырваться из окружения (ранее в ходе той же битвы мобильная группа под командованием И. А. Плиева прорвалась через соединения 3-й венгерской армии). Однако потери 2-й армии были невосполнимыми и 1 декабря 1944 года она была расформирована. Остатки 2-й армии были введены в 3-ю армию.
1-я венгерская армия в 1944 году входила в состав Группы армий «Северная Украина». Летом 1944 года была закреплена за немецкой 1-й танковой армией и принимала участие в обороне Львова, в ходе Львовско-Сандомирской операции РККА. 16 октября 1944 года на сторону СССР перешёл командующий 1-й венгерской армией генерал Бела Миклош с группой офицеров.
21-22 декабря 1944 года в Дебрецене было образовано коалиционное Временное национальное правительство, которое возглавил генерал Бела Миклош. В состав правительства вошли 13 человек (3 коммуниста, 6 представителей иных партий и 4 беспартийных). 28 декабря 1944 года Временное правительство объявило войну Германии и 20 января 1945 года заключило перемирие с СССР и западными союзниками.
27 декабря 1944 года советским командованием было принято решение о создании железнодорожно-строительного отряда из венгерских военнослужащих. В дальнейшем, в середине января 1945 года на базе отряда началось формирование 1-й железнодорожно-строительной бригады, которое было завершено в феврале 1945 года. В составе бригады насчитывалось 4388 человек личного состава, командиром бригады являлся капитан Габор Дендеш.
Соединения Красной Армии завершили окружение Будапешта 29 декабря 1944 года, начав его осаду, продолжавшуюся до февраля 1945 года. Большая часть остатков 1-й Венгерской армии была уничтожена в 200 км к северу от Будапешта в период с 1 января по 16 февраля 1945 года. 20 января 1945 года представители временного правительства Венгрии подписали в Москве соглашение о прекращении военных действий.
В боях за Будапешт совместно с советскими войсками принимали участие 18 отдельных рот венгерских добровольцев, большинство из которых находилось в подчинении 83-й морской стрелковой бригады.
11 февраля 1945 года на сторону советских войск перешли 300 солдат и офицеров 6-го пехотного полка венгерской армии, в числе которых были командир полка — подполковник Оскар Варихази и несколько штабных офицеров. В дальнейшем из венгерских солдат, перешедших на сторону СССР в ходе боёв за Венгрию, был сформирован Будайский добровольческий полк, командиром которого стал О. Варихази, его заместителем — Арпат Панграц. К моменту окончания боёв за Будапешт полк насчитывал 2543 военнослужащих. В дальнейшем полк участвовал в боевых действиях против немецких войск в Венгрии.
В целом, в январе — апреле 1945 года на 2-м Украинском фронте были созданы и действовали две (1-я и 3-я) венгерские железнодорожные бригады, а в начале мая 1945 года в состав 3-го Украинского фронта прибыли две (1-я и 6-я) венгерские дивизии. В боевых действиях на фронте 1-я и 6-я венгерские дивизии принять участие не успели, однако отдельные подразделения 6-й венгерской дивизии принимали участие в разоружении остаточных групп противника в Австрийских Альпах.
13 февраля Будапештская операция закончилась сдачей города. Однако 6 марта 1945 года немецкие войска при поддержке 24-й венгерской пехотной дивизии, действовавшей вдоль северного берега озера Балатон, предприняли масштабное контрнаступление. Бои велись в городе Секешфехерваре и его окрестностях между 5-й танковой дивизией СС и войсками советского 3-го Украинского фронта. В ходе боёв почти половина зданий в городе была разрушена, погибло более 10 тысяч жителей.
К 19 марта советские войска вновь заняли все территории, отвоёванные немецкими войсками в ходе 13-дневной операции.
Вскоре после провала Балатонской операции немецкие войска в Венгрии и их венгерские союзники потерпели поражение. Большая часть остатков 3-й Венгерской армии была уничтожена в 50 км к западу от Будапешта в период с 16 по 25 марта 1945 года.
Избежавшие плена венгерские соединения, сражавшиеся на стороне немцев — сухопутные части и корабли Дунайской речной флотилии — отступили в Австрию, где 9 мая сложили оружие перед американцами.
7 мая 1945 года представителями Верховного командования вермахта был подписан Акт о безогово́рочной капитуля́ции Герма́нских вооружённых сил.

## Последствия участия в войне для Венгрии
На советско-германском фронте погибло 295 300 венгерских солдат. В том числе: с июля 1941 по декабрь 1943 — 60 800 человек, за 1944 год — 75 600 человек, за 1945 — 158 900 человек.
Санитарные потери венгерских войск на советско-германском фронте составили 489 000 человек (в том числе: с июля 1941 по декабрь 1943 — 98 200 человек, за 1944 год — 180 600 человек, за 1945 — 210 200 человек).
Кроме того, на советско-германском фронте воевало 4 дивизии СС, сформированные из венгерских граждан: 25-я добровольческая пехотная дивизия СС «Хуньяди» (1-я венгерская), 26-я добровольческая пехотная дивизия СС (2-я венгерская), 22-я добровольческая кавалерийская дивизия СС «Мария Терезия», 33-я добровольческая кавалерийская дивизия СС (3-я венгерская). Из них первые две попали на советско-германский фронт в самом конце войны и не успели понести значительных потерь, сдавшись англо-американским войскам, а дивизия «Мария Терезия» и 3-я венгерская дивизия СС (не успевшая завершить укомплектование) практически полностью погибли в битве за Будапешт. По мнению российских историков, их потери включены в состав потерь германской армии.
Ещё около 280 тысяч человек гражданского населения Венгрии погибло в период Второй мировой войны.
В советский плен попало большое число венгерских военнослужащих:
| дата       | количество военнопленных с начала войны | примечания |
| ---------- | --------------------------------------- | --- |
| 01.10.1943 | 4 262                                   | |
| 01.03.1944 | 44 224                                  | |
| 20.12.1944 | 60 998                                  | |
| 01.03.1945 | 185 482                                 | |
| 01.06.1945 | 321 320                                 | |
| 01.07.1945 | 425 549                                 | за этот период основная масса пленных — переданные союзными войсками и выявленные советскими спецслужбами на венгерской территории |

По состоянию на 1 октября 1955 года в СССР было зарегистрировано 513 767 венгерских военнопленных (49 генералов, 15 969 офицеров, 497 749 унтер-офицеров и рядовых). Другие источники увеличивают число военнопленных до 526 604 человек, отмечая, что дополнительные пленные — это 2 485 человек, признанных гражданами СССР и переданных из Главного управления по делам военнопленных и интернированных в другие органы МВД СССР, а 10 352 человека — это пленные, освобождённые в Венгрии в январе-мае 1945 года и на территорию СССР не вывозившиеся. В плену умерло 54 763 человека, остальные были репатриированы в Венгрию (причем в сравнении с немецкими военнопленными намного ранее: на 1 января 1949 года в СССР в плену оставалось только 8 021 человек).
Венгерские евреи в первые годы войны избежали Холокоста; в том числе благодаря усилиям Рауля Валленберга. Однако, начиная с 1944 года евреи и цыгане были подвергнуты депортации, и более 500 тыс. из них погибло в концентрационных лагерях и на пересыльных пунктах.
Многие города в Венгрии были разрушены, наиболее сильно пострадал Будапешт.
В 1947 году Венгрия, согласно Парижскому мирному договору 1947 года, потеряла территории, приобретённые в 1938—1940 годы: 10 февраля 1947 было объявлено, что все территориальные приобретения Венгрии после 1 января 1938 года являются недействительными.
Из Венгрии в 1947—1948 гг. также была выселена половина немцев (240 тыс. человек), а также состоялся обмен населением с Чехословакией.

## Послевоенные судебные процессы над военными преступниками
Вопрос наказания венгерских военных преступников был поставлен ещё до завершения Второй мировой войны. С 3 февраля 1945 года в стране функционировали народные суды, которым постановлением правительства от 25 ноября 1945 года было предписано судить военных преступников. Процессы шли медленно. 23 июня 1945 года М. Ракоши говорил:

Фашистские вожди бежали. У нас нет ни одного министра, ни одного статс-секретаря фашистского. Это очень плохо, плохо в том смысле, что мы до сих пор не смогли создать политический процесс. Были такие люди, как начальник концлагерей, как полковник или начальник тюрьмы, одним словом, мелкие исполнители, но настоящих вождей в наших руках нет… Когда я читал, что в Болгарии удалось взять всех министров, у меня слюнки текли. Я сказал — какая счастливая страна. У нас все бежали, а на нет и суда нет. Мы надеемся, что нам выдадут этих фашистских вождей, и тогда мы организуем процесс
Народные суды действовали в Венгрии до 1 апреля 1950 года, успев рассмотреть 58 953 дела, осудить по ним 26 286 человек, из которых 476 к смертной казни (реально казнили 189 человек).

## Память
В 2019 году правительство Венгрии в Фейсбуке с официального аккаунта сообщило, что венгерские войска «героически сражались на Дону» во время Великой Отечественной войны:

Вспомним мужество наших дедов, героических венгерских солдат, сражавшихся до конца у изгиба Дона… Уважение героям!

## В культуре
- Кинофильм «Естественный свет» режиссёра Денеша Надя, о венгерской оккупации территории СССР (приз за лучшую режиссёрскую работу на Берлинале в 2021 году)[74].

### Внешние медиафайлы
- «Észak felé» — (1938) (венг.)
- «Magyar Vilaghirado» - 822 (1939) (венг.). на YouTube
- «Magyar Vilaghirado» - 872 (1940) (венг.). на YouTube